# Kando
Kando ist sowohl eine Gemeinde (französisch commune rurale) als auch ein dasselbe Gebiet umfassendes Departement im westafrikanischen Staat Burkina Faso, in der Region Centre-Est und der Provinz Kouritenga. Die Gemeinde hat in 18 Dörfern 28.380 Einwohner, in der Mehrzahl Angehörige der Mossi.